# La Virgen, Silao de la Victoria
La Virgen är en ort i Mexiko.   Den ligger i kommunen Silao de la Victoria och delstaten Guanajuato, i den centrala delen av landet, 300 km nordväst om huvudstaden Mexico City. La Virgen ligger 1 798 meter över havet och antalet invånare är 133.
Terrängen runt La Virgen är en högslätt. Runt La Virgen är det tätbefolkat, med 257 invånare per kvadratkilometer. Närmaste större samhälle är León de los Aldama, 18,6 km nordväst om La Virgen. Trakten runt La Virgen består till största delen av jordbruksmark.